# Antécédent (logique)
Pour les articles homonymes, voir Antécédent.
Un antécédent est la première moitié d'une proposition hypothétique, lorsque la clause-si précède la clause-alors.
Par exemple:
- si P, alors Q.

C'est une formulation non logique d'une proposition hypothétique. Ici, l’antécédent est  P,et le conséquent est Q. Dans une implication, si {\displaystyle \phi } implique {\displaystyle \psi } alors {\displaystyle \phi } est appelé l'antécédent et {\displaystyle \psi } est appelé le conséquent.
- SI X est un homme, alors X est mortel.

"X est un homme" est l'antécédent de cette proposition.
- Si un homme a marché sur la lune, alors je suis le roi de France.

Ici, "un homme a marché sur la lune" est l'antécédent.